# Bobbie Traksel

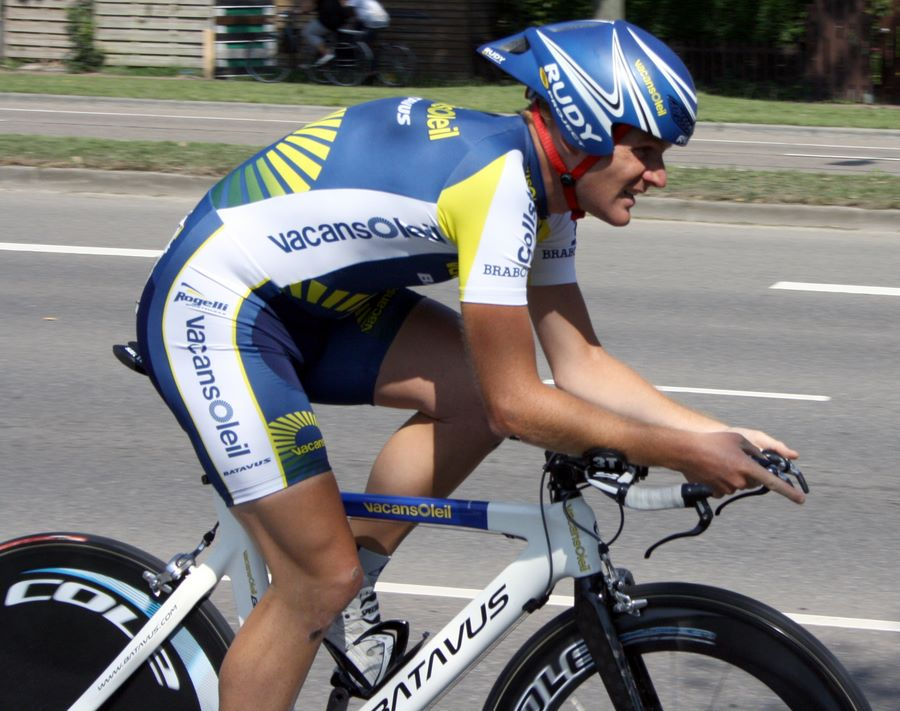
Bobbie Traksel bei der ENECO Tour 2009

Bobbie Traksel (* 3. November 1981 in Tiel) ist ein ehemaliger niederländischer Radrennfahrer.

## Karriere
Bobbie Traksel gewann 2000 die Ronde van Vlaanderen für U23-Fahrer. Daraufhin fuhr er für Rabobank als Stagiaire, bekam für die folgende Saison einen Profivertrag und blieb dort bis zum Ablauf der Saison 2004.
2002 war bisher sein bis dahin erfolgreichstes Jahr: Er gewann das niederländische Eintagesrennen Veenendaal-Veenendaal und jeweils eine Etappe bei der Ster Elektrotoer und der Sachsen-Tour. Danach hatte er Knieprobleme. In den Jahren 2008 und 2010 konnte er an seine früheren Erfolge anknüpfen: Er gewann 2008 das Etappenrennen Drei Tage von Westflandern und 2010 den Halbklassiker Kuurne–Brüssel–Kuurne.
In der Saison 2014 beendete Traksel seine Karriere als aktive Radsportler. Im Jahr 2015 wurde er zum Präsidenten der neu konstituierten Athletenkommission der Union Cycliste Internationale gewählt.

## Erfolge
2000
- Ronde van Vlaanderen U23

2002
- Veenendaal-Veenendaal
- eine Etappe Ster Elektrotoer
- eine Etappe Sachsen-Tour

2004
- Noord-Nederland Tour

2007
- eine Etappe Boucles de la Mayenne

2008
- Gesamtwertung und eine Etappe Drei Tage von Westflandern
- eine Etappe Vuelta a Extremadura
- eine Etappe Olympia’s Tour

2010
- Kuurne–Brüssel–Kuurne

## Teams
- 2001 Rabobank
- 2002 Rabobank
- 2003 Rabobank
- 2004 Rabobank
- 2005 MrBookmaker.com-SportsTech
- 2006 Unibet.com
- 2007 Palmans Collstrop
- 2008 P3 Transfer-Batavus
- 2009 Vacansoleil
- 2010 Vacansoleil
- 2011 Landbouwkrediet
- 2012 Landbouwkrediet-Euphony
- 2013 Champion System
- 2014 An Post-Chain Reaction (bis 04.06.)